# غودرون كورفينوس
غودرون كورفينوس (بالألمانية: Gudrun Corvinus)‏ هي عالمة آثار ألمانية، ولدت في 14 ديسمبر 1931 في شتشين في بولندا، وتوفيت في 2006 في بونه في الهند.